# Otti Roethof
Otti Roethof, né vers 1950 à Curaçao, est un karatéka néerlandais surtout connu pour avoir été le quatrième champion du monde de karaté en individuel grâce à sa prestation aux championnats du monde de karaté 1977 à Tokyo, au Japon.

## Palmarès
- 1977 :  Médaille d'or en ippon masculin aux championnats du monde de karaté 1977 à Tokyo, au Japon[3].
- 1980 :  Médaille de bronze en kumite masculin - 80 kg aux championnats du monde de karaté 1980 à Madrid, en Espagne[4].
- 1984 :  Médaille d'argent en kumite masculin - 80 kg aux championnats du monde de karaté 1984 à Madrid, en Espagne[5].